# Imunomodulação relacionada à transfusão
A imunomodulação relacionada à transfusão (TRIM, do inglês: transfusion-related immunomodulation) refere-se à depressão transitória do sistema imunológico após a transfusão de produtos sanguíneos. Este efeito foi reconhecido em grupos de indivíduos submetidos a transplante renal ou que tiveram abortos espontâneos múltiplos. Algumas pesquisas mostraram que, por causa dessa depressão imunológica, as transfusões de sangue aumentam o risco de infecções e de recorrência do câncer. No entanto, outros estudos não mostraram essas diferenças e o grau de impacto da transfusão na infecção e na recorrência do tumor não é bem compreendido.